# Ruka od dragulja (1968.)
Ruka od dragulja (rus. Бриллиантовая рука) je ruska komedija snimljena 1968. godine u režiji Leonida Gajdaja, poznata kao jedan od najpopularnijih filmova u povijesti sovjetske kinematografije.
Protagonist, koga tumači Jurij Nikulin je skromni službenik koji zajedno s obitelji odlazi na krstarenje koje uključuje posjet neimenovanoj stranoj državi gdje ga banda Crna burza zamijeni za svog člana i uključi u operaciju krijumčarenja dragulja koristeći njegovu ruku u gipsu. Pri povratku o svemu obavijesti policiju, te ga ona potom angažira kako bi kriminalce uhvatio u klopku, dok njegova supruga (čiji lik tumači Nina Grebeškova) postaje uvjerena da joj je muž postao strani špijun ili ima izvanbračnu aferu.
Film je nastao po ideji Jakova Kostjukovskog koji je u jednom časopisu pročitao članak o stvarnim događajima u Švicarskoj, odnosno grupi kriminalaca koja je također pokušavala krijumčariti dragulje koristeći ruke u gipsu. Film je sniman u studijima u Moskvi, ali i lokacijama u Sočiju, Tuapseu (u tadašnjoj Gruziji) te Bakuu (u tadašnjem Azerbajdžanu), koji je "glumio" zapadnu državu. 
Režiser filma Gajdaj prilikom snimanja je iz scenarija morao izbaciti i promijeniti dio sadržaja zbog zamjerki cenzora iz Hudsovjeta - scene u kojima se pojavljjue KGB, kritički podbada tadašnje socijalističko uređenje i sugerira da protagonist potajno posjećuje sinagogu. Neke od scena koje je Hudsovjet namjeravao izbaciti, a koje se odnose na pijanstvo, prostituciju (doduše prakticiranu u stranim zemljama) i preljub, Gajdaj je zadržao zahvaljujući tome što je namjerno snimio za cenzore šokantnu (i u kontekstu zapleta neobjašnjivu) završnicu koja sadrži nuklearnu eksploziju na moru; cenzori su inzistirali da se odbaci, dok na ostale "problematične" sadržaje nisu obraćali pažnju.
Film je prikazan s velikim uspjehom te je, prema službenim podacima, imao preko 76 milijuna gledatelja, postavši najpopularniji film godine u tadašnjem Sovjetskom Savezu. Kasnije je postao predmetom brojnih referenci i posveta u sovjetskim i post-sovjetskim filmovima i TV-emisijama, kako u Rusiji, tako i u drugim dijelovima bivšeg SSSR-a. U Sočiju je na mjestu gdje se film snimao podignut spomenik 2010. godine.

## Uloge
- Jurij Nikulin ... Semjon Semjonovič Gorbunkov, ekonomist u Državnom instititu za planiranje ribarstva
- Nina Grebeškova ... Nadja, Gorbunkovljeva supruga
- Andrej Mironov ... Genadij Kozodojev alias Geša, maneken i Šefov pomoćnik
- Anatolij Papanov ... Ljolik, Šefov pomoćnik
- Nona Mordjukova ... Varvara Plijušč, upravdom (upravnica zgrade)
- Svetlana Svetličnaja ... Ana Sergejevna, femme fatale
- Stanislav Čekan ... Mihail Ivanovič, kapetan, a potom major policije
- Vladimir Guljajev ... Volođa, poručnik policije